# Wyżyna Patagońska
Wyżyna Patagońska (hiszp. Meseta Patagónica) – wyżyna w południowej części Ameryki Południowej, w Patagonii, położona między wybrzeżem atlantyckim a pasmem Andów Patagońskich oraz na południe od rzeki Colorado. Na północy graniczy natomiast z Niziną La Platy. Zajmuje powierzchnię ok. 520 tys. km².
Odznacza się budową płytową, opada terasami ku oceanowi. Liczne głęboko wcięte doliny rzeczne dzielą ją na szereg płaskowyżów, tzw. mesetas. Na rzekach tworzą się liczne wodospady i porohy. Głównymi rzekami są: Río Negro, Chubut, Deseado i Chico.
Wskutek suchego i surowego klimatu wyżynę porastają głównie stepy, a uprawa jest słabo rozwinięte – za to rozwija się hodowla bydła domowego i owiec.
Wyżyna Patagońska jest najsłabiej zaludnionym regionem Argentyny. Region ten zamieszkują przede wszystkim Argentyńczycy i Chilijczycy. Wśród nich Indianie Araukanie (Mapucze).
W północnej (rejon Plaza Huincul) i środkowej części (rejon Comodoro Rivadavia) odkryto dość bogate złoża ropy naftowej i gazu ziemnego.